# کازوما ایتو
کازوما ایتو (ژاپنی: 伊藤 和磨؛ زادهٔ ۱۱ ژوئیهٔ ۱۹۷۶) یک بازیکن فوتبال اهل ژاپن است.
از باشگاه‌هایی که در آن بازی کرده‌است می‌توان به باشگاه فوتبال توکیو وردی و باشگاه فوتبال جف یونایتد چیبا اشاره کرد.